# Artur Pires Martins
Artur Pires Martins, (Lisboa, a 13 de dezembro de 1914 — Lisboa, a 3 de abril de 2000) é um arquitecto português.

## Vida e obra
Frequenta a Escola Industrial e, posteriormente, ingressa na ESBAL - Escola Superior de Belas-Artes de Lisboa. Conclui os últimos dois anos do curso de Arquitectura na ESBAP - Escola Superior de Belas-Artes do Porto, então dirigida pelo Arq. Carlos Ramos.
Muito jovem, trabalha no atelier do Arq. Amílcar Pinto. Ainda estudante, trabalha no atelier do Arq. Veloso Reis Camelo, e mais tarde com o Arq. José Bastos e com o Arq. Jorge Segurado.
Em 1948 ingressa na Comissão de Obras da Caixa Geral de Depósitos de Crédito e Previdência, então integrada na Direcção Geral dos Edifícios e Monumentos Nacionais do MOP - Ministério das Obras Públicas, onde projecta agências bancárias, edifícios para serviços centrais e remodelações de instalações existentes, em autoria ou co-autoria com outros arquitectos da Caixa Geral de Depósitos (CGD).
No princípio dos anos 50 tem atelier com o Arq. Amaral e, em meados dessa década e durante as duas décadas seguintes, tem atelier com o Arq. Palma de Melo.
De 1955 a 1961 participa no Inquérito à Arquitectura Popular em Portugal  como coordenador da equipa (Arqs Celestino de Castro  e Fernando Torres) que se ocupa da Bacia do Sado, Alentejo Litoral, Baixo Alentejo e Algarve, uma das seis equipas que o realizam.
De 1955 a 1956 integra, como arquitecto, uma Comissão Técnica da Federação Portuguesa de Futebol.
Nos finais dos anos 60 a Comissão de Obras do MOP é extinta e integrada na própria CGD, para onde transita.
Nos anos 70 tem atelier com o Arq. Leopoldo Leal.
Do princípio dos anos 70 e até 1984 é director da Direcção de Património e Obras da CGD, onde desempenha um papel determinante na atribuição de encomendas de projectos de instalações bancárias a alguns dos arquitectos mais prestigiados do país, que projectam agências arquitectonicamente significativas.
No âmbito das suas funções na Caixa Geral de Depósitos, (CGD) desloca-se a Espanha, França, Itália, Alemanha, Dinamarca e Inglaterra.
Nos anos 80, colabora com a Direcção de Obras do MAI - Ministério da Administração Interna.
Foi, por várias vezes, membro dos órgãos sociais do Sindicato Nacional dos Arquitectos (SNA) e, posteriormente, da Associação dos Arquitectos Portugueses (AAP), antecessores da actual Ordem dos Arquitectos.
No final da década de 80, por indicação da Ordem dos Arquitectos, integra o Conselho Consultivo do IPPC - Instituto Português do Património Arquitetónico.
Colabora, anualmente, no projecto de espaços e pavilhões para a Festa do Avante.
Participa em todos os momentos importantes da vida associativa, nomeadamente no 1º Congresso Nacional dos Arquitectos em 1948 e na 1ª Reunião de Arquitectos em 1957.
Participa, com trabalhos seus ou em co-autoria, na II Bienal de S. Paulo de 1953 e na Exposição Internacional de Tóquio de 1960.
Participa, com uma comunicação, no Seminário Internacional de Arquitectura em Santiago de Compostela (1976) subordinado ao tema “Projecto e Cidade Histórica”.
Em profissão liberal, individualmente ou em co-autoria, projecta diferentes edifícios e casas de habitação de que se dão nota em quadro cronológico mais abaixo.
A actividade em profissão liberal, que sempre manteve, embora de forma irregular, termina em 1999.
Em todos os projectos de Artur Pires Martins é notória a extrema atenção dada à sequência e organização dos espaços e a pormenorização exaustiva, que podia chegar até ao desenho de mobiliário, como no caso do Restaurante Isaura, na Av. de Paris, 4 (Lisboa).
Como estabeleciam as normas determinadas pelo MOP - Ministério das Obras Públicas – e também por adesão pessoal, as suas obras, frequentemente, incluíam peças de arte.
Ainda em Lisboa, são exemplos a Escola de Campolide, com painéis de azulejos de Querubim Lapa e esculturas de Dias Coelho, o edifício na Elias Garcia, 49 com painel de azulejos de Querubim Lapa, ou ainda o motivo “desenhado” a mosaico preto numa empena da casa na Av. Vasco da Gama 26, de autor desconhecido.
As estruturas dos edifícios que projecta são, frequentemente, da autoria do Eng. Jaime Pereira Gomes, tendo tido, nesta área, também a colaboração dos engenheiros Adriano Cunha e Areosa Feio e, nas últimas realizações, do Eng. José António Ferreira Crespo.
São os projectos realizados em profissão liberal que melhor lhe permitem expressar as suas opções disciplinares que entroncam nas experiências do movimento moderno.
Contudo, quando a escala da intervenção é outra, quando se trata de projectar habitações unifamiliares, esse fio condutor é, em maior ou menor grau, cruzado com a memória da experiência marcante que foi a realização do Inquérito à Arquitectura Popular em Portugal.